# Oxytropis macrodonta
Oxytropis macrodonta är en ärtväxtart som beskrevs av Nikolai Fedorovich Gontscharow. Oxytropis macrodonta ingår i släktet klovedlar, och familjen ärtväxter. Inga underarter finns listade i Catalogue of Life.